# غرغ أباد (كوثر)
غرغ أباد هي قرية في مقاطعة كوثر، إيران. عدد سكان هذه القرية هو 82 في سنة 2006.